# De Vervangers
De Vervangers (originele titel: The Replacements) is een Amerikaanse animatieserie van Disney die oorspronkelijk werd uitgezonden van 28 juli 2006 tot en met 30 maart 2009. Er verschenen twee seizoenen met in totaal 52 afleveringen. De serie werd in Nederland uitgezonden op Disney XD (vroeger Jetix) en Disney Channel en in België op Ketnet en de Vlaamse versie van Disney Channel.
In de Engelstalige versie hebben diverse bekendheden een gastrol, zoals Zac Efron, Bonnie Wright en Miley Cyrus. In Nederland werd de serie in nagesynchroniseerde vorm uitgezonden.

## Plot
De serie gaat over de avonturen van twee weeskinderen genaamd Todd en Riley. Op een dag, tijdens het opruimen van het weeshuis (zoals te zien is in de introsong), vinden ze een stripboek met daarin een advertentie van een Firma genaamd Fleemco. Voor heel weinig geld kan iedereen toegang krijgen tot deze organisatie, die tot doel heeft mensen te helpen door personen uit hun leven te laten vervangen door anderen.
Todd en Riley gebruiken de diensten van Fleemco om nieuwe ouders te krijgen: hun vader wordt Dick Durfal, een wereldberoemde waaghals, en hun moeder Agent K, een superspion. Ze krijgen ook allebei hun eigen telefoon, genaamd de "FleemTel", die onmiddellijk toegang geeft tot de vervangers service (the replacement service). Ze kunnen Fleemco altijd en op elk tijdstip bellen en elk gewenst persoon laten vervangen door iemand anders. In elke aflevering maakt Riley of Todd gebruik van deze dienst.

## Personages
Engelstalige namen staan tussen haakjes.
Todd Durfal (Todd Daring)Een van de twee hoofdpersonen. Hij is het herrieschoppende broertje van Riley. Hij is doorgaans lui en komt makkelijk in de problemen. Hij laat meestal mensen vervangen voor persoonlijke redenen. Todd is een talentvolle zanger, maar toont deze gave maar zelden. Hij houdt van de Monkey Cop-filmreeks. Hij is 11 en 12 jaar oud in seizoen 1. En 13 in seizoen 2.
Riley Durfal (Riley Daring)Zij is de oudere en meer verantwoordelijke zus van Todd. Ze is ook beter te vertrouwen dan Todd en houdt van school. Een van haar negatieve kanten is echter dat ze naïef is. Ze houdt van honkbal, paardrijden, viool spelen en zoete dingen. Ze heeft een oogje op Johnny Hitswell. Ze gebruikt in tegenstelling tot Todd Fleemco's diensten niet alleen uit eigen belang, maar vaak ook om anderen te helpen. Zij is 12 en 13 jaar oud in seizoen 1. En 14 jaar oud in seizoen 2.
Richard "Dick" Durfal (Dick Daring)Een wereldberoemde stuntman, en de adoptievader van Todd en Riley. Hij is echter erg onhandig, onverantwoordelijk en onvolwassen. Hij lijkt sterk op Evel Knievel.
Agent K Durfal (Agent K Daring)Een superspion, en de adoptiemoeder van Todd en Riley. Ze is van Britse komaf. Als spionne beschikt ze over veel talenten en hulpmiddelen zoals verschillende vechtsporten en spionagegadgets. Voor een buitenstaander lijkt het soms alsof ze niets geeft om haar gezin, maar diep van binnen houdt ze wel van hen.
Auto (CAR)De super-geavanceerde familieauto. Hij behoort toe aan Agent K, en is een van haar vaste spionagehulpmiddelen. Auto beschikt over een boordcomputer met menselijke intelligentie en spraakvermogen (gelijk aan KITT), Verder is hij voorzien van verschillende technische hulpmiddelen.
Conrad Fleem (Conrad Fleem)De mysterieuze eigenaar van de Fleemco Firma. Hij wordt enkel gezien achter zijn bureau wanneer hij de telefoon opneemt. Zijn gezicht blijft voor de kijker altijd onzichtbaar. In de laatste aflevering blijkt hij eigenlijk de lang verdwenen oom van Todd en Riley te zijn. In die aflevering krijgt men voor het eerst zijn gezicht te zien.
Tasumi Tsujino (Tasumi Tsujino)Rileys beste vriendin. Ze is van Japanse afkomst, en dol op Japanse superheldenseries. In seizoen 1 draagt ze altijd een kostuum dat doet denken aan Robocop. Ze houdt een lijst bij van mensen die ze haat, waar Riley zo af en toe ook op komt te staan. Later in de serie wordt onthuld dat ze in werkelijkheid een beroemde Japanse popster is, die in het geheim naar Amerika is verhuisd om tot rust te komen. In seizoen twee keert ze even terug naar Japan. Bij haar terugkomst doet ze afstand van haar kostuum. Zij is net als Riley ook 13 jaar oud.
Abbey Wilson (Abbey Wilson)Een andere vriendin van Riley. Ze is een Afro-Amerikaan. Ze haat volgen eigen zeggen populaire meisjes, maar wil in werkelijkheid dolgraag bij hen horen. Zij is net zoals Riley en Tasumi 13 jaar oud.
Shelton Klutzberry (Shelton Klutzberry)De nerd van de school. Hij is bang voor meisjes, en heeft een denkbeeldige vriendin. Hij draagt een grote bril, en kan blijkbaar geen contactlenzen nemen. Hij is net als Todd 12 jaar oud.
Buzz Winters (Buzz Winters)Een grote sterke jongen die graag door wil gaan voor een pestkop. Hij is Todds aartsvijand. Hij is jaloers op Todd en Riley vanwege hun beroemde vader. Donnie is zijn beste vriend. Hij is 13 jaar oud.
Donnie Rottweiler (Donnie Rottweiler)De allerergste pestkop van de school en de beste vriend van Buzz. Hij is Todds andere vijand en wordt alom gevreesd vanwege zijn enorme formaat.
Jacobo (Jacobo)Todds beste vriend, van Mexicaanse afkomst. Hij houdt van spannende boeken en heeft in het geheim net als Todd een aanleg om goed te kunnen zingen. Hij heeft een oogje op Agent K. En hij is 12 jaar oud.
Johnny Hitswell (Johnny Hitswell)De jongen waar Riley verliefd op is. Ze heeft hierbij echter concurrentie van vrijwel elk meisje op school. Hij speelt in hetzelfde honkbalteam als Todd en Riley.
Sandra Grotesk (Sierra Mc. Cool)Het populaire meisje op school en Rileys aartsvijand. Ze concurreert voortdurend met Riley om de aandacht van Johnny Hitswell.
Schoolhoofd Stakker (Principal Cutler)Het schoolhoofd van de 'Sjors Nietje School' (George Stapler Middle School). Hij is erg gierig, en geeft meer om geld dan om de studenten.
Meneer Winters (Mr. Winters)De gemene vader van Buzz. Hij is de rivaal van Dick.

## Nederlandse stemmen
| Personage           | Acteur/actrice     |
| ------------------- | ------------------ |
| Todd Durfal         | Jimmy Lange        |
| Todd Durfal         | ?                  |
| Riley Durfal        | Robin Virginie     |
| Dick Daring         | ?                  |
| Agent K Durfal      | ?                  |
| Auto                | Ruud Drupsteen     |
| Conrad Fleem        | Ruud Drupsteen     |
| Tasumi Tsujino      | Kirsten Fennis     |
| Abbey Wilson        | Lizemijn Libgott   |
| Shelton Klutzberry  | Florus van Rooijen |
| Buzz Winters        | Dieter Jansen      |
| Donnie Rottweiler   | ?                  |
| Jacobo              | Bart Fennis        |
| Johnny Hitswell     | ?                  |
| Sandra Grotesk      | Ine Kuhr           |
| Schoolhoofd Stakker | ?                  |
| Mr. Winters         | Simon Zwiers       |
| Overige stemmen     | Ruud Drupsteen     |
| Overige stemmen     | Anneke Beukman     |

## De Vervangers op tv
| Land                         | Zender         |
| ---------------------------- | -------------- |
| Verenigde Staten             | Disney Channel |
| Verenigde Staten             | ABC Kids       |
| Verenigde Staten             | Toon Disney    |
| Verenigde Staten             | Disney XD      |
| Nederland                    | Disney Channel |
| Nederland                    | Disney XD      |
| België                       | Ketnet         |
| België                       | Disney Channel |
| Verenigd Koninkrijk/ Ierland | Disney Channel |
| Verenigd Koninkrijk/ Ierland | KidsCo         |
| Duitsland                    | Disney Channel |
| Duitsland                    | Toon Disney    |
| Duitsland                    | Super RTL      |
| Oostenrijk                   | ORF1           |
| Australië/ Nieuw-Zeeland     | Disney Channel |
| Latijns-Amerika              | Disney Channel |
| Canada                       | Family Channel |
| Noorwegen                    | Disney Channel |
| Finland                      | Disney Channel |
| Finland                      | Toon Disney    |
| Zweden                       | Disney Channel |
| Denemarken                   | Disney Channel |
| Japan                        | Disney Channel |
| Frankrijk                    | Disney Channel |
| Azië                         | Disney Channel |
| India                        | Disney Channel |
| Pakistan                     | Disney Channel |
| Thailand                     | BBTV Channel 7 |
| Thailand                     | Disney Channel |
| Portugal                     | Disney Channel |
| Griekenland                  | ERT            |
| Griekenland                  | Disney Channel |
| Kroatië                      | Disney Channel |
| Bulgarije                    | Disney Channel |
| Roemenië                     | Disney Channel |
| Rusland                      | Disney Channel |
| Slowakije                    | Disney Channel |
| Slowakije                    | STV            |
| Tsjechië                     | Disney Channel |
| Midden-Oosten                | Disney Channel |
| Turkije                      | Disney Channel |